# Elwro 255L

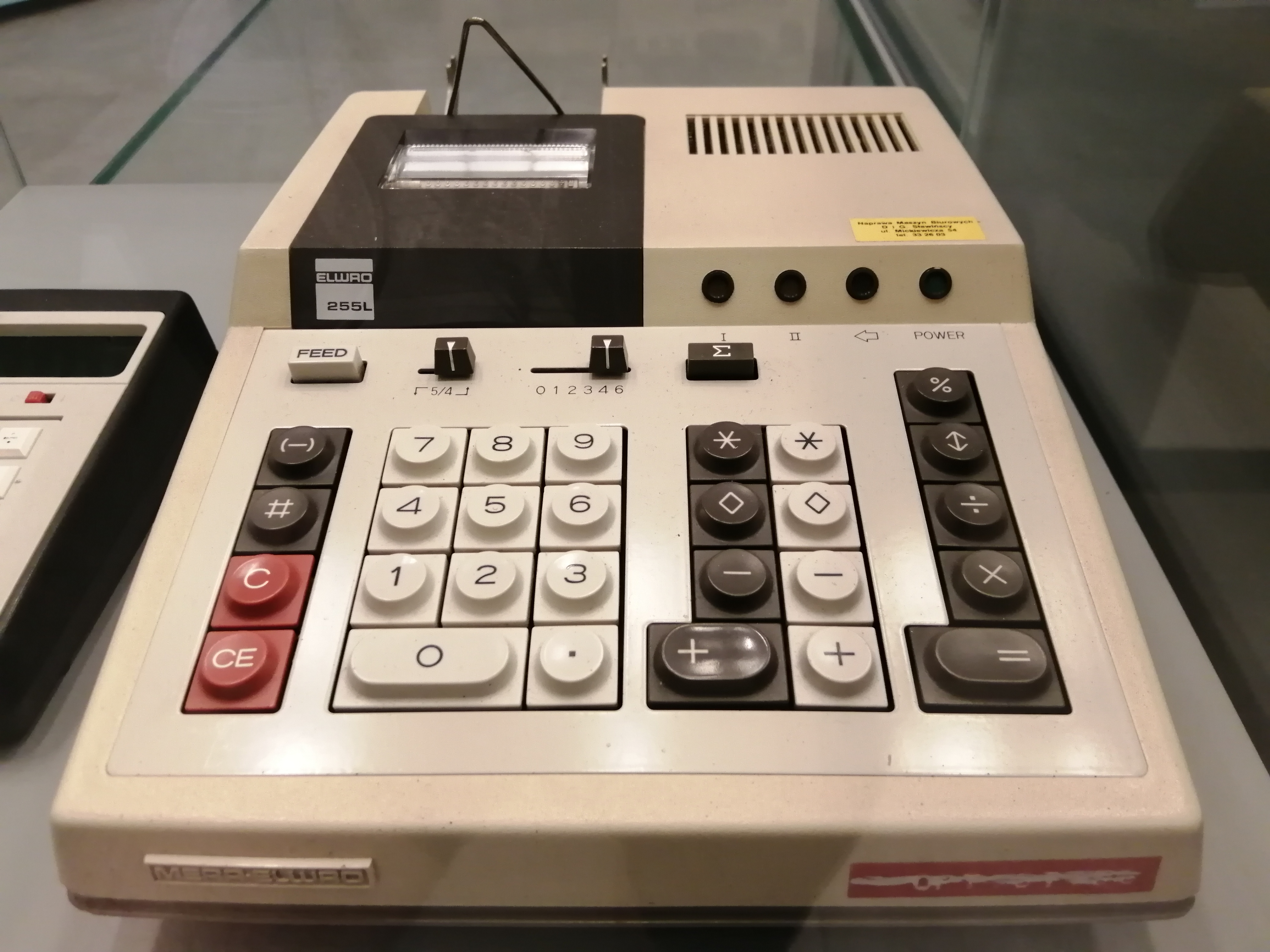
Elwro 255L

Elwro 255L – polski biurowy, podstawowy kalkulator elektroniczny produkowany od 1978 przez Wrocławskie Zakłady Elektroniczne Elwro.
Miał specjalizowane układy scalone HD3295, HD32100, HD32125. Wyświetlacz został zastąpiony drukarką. Zasilany był z sieci prądu przemiennego.